# Vikeså
Vikeså este o localitate din comuna Bjerkreim, provincia Rogaland, Norvegia, cu o suprafață de 0,79 km² și o populație de 1.009 locuitori (2013).